# ヤグルマソウ
ヤグルマソウ（矢車草、学名：Rodgersia podophylla）は、ユキノシタ科ヤグルマソウ属の多年草。

## 特徴
根出葉は5枚の小葉からなる掌状複葉で、葉柄は50cmに達する。小葉は倒卵形で先端が3-5浅裂する。花茎の高さは1mほどになり、短い葉柄をもった茎葉が数個互生する。
花期は6-7月で、先端に円錐状の花序をつける。花弁はなく、花弁にみえる萼裂片は長さ2-4mmで、ふつう5-7個あり、はじめ緑白色で、のちに白色に変わる。雄蕊は長さ3-4mmで8-15個あり、直立する。花柱は長さ1.5-2.5mmになり、2個あり、花時に直立する。果実は狭卵形の蒴果で、長さ5mmになる。

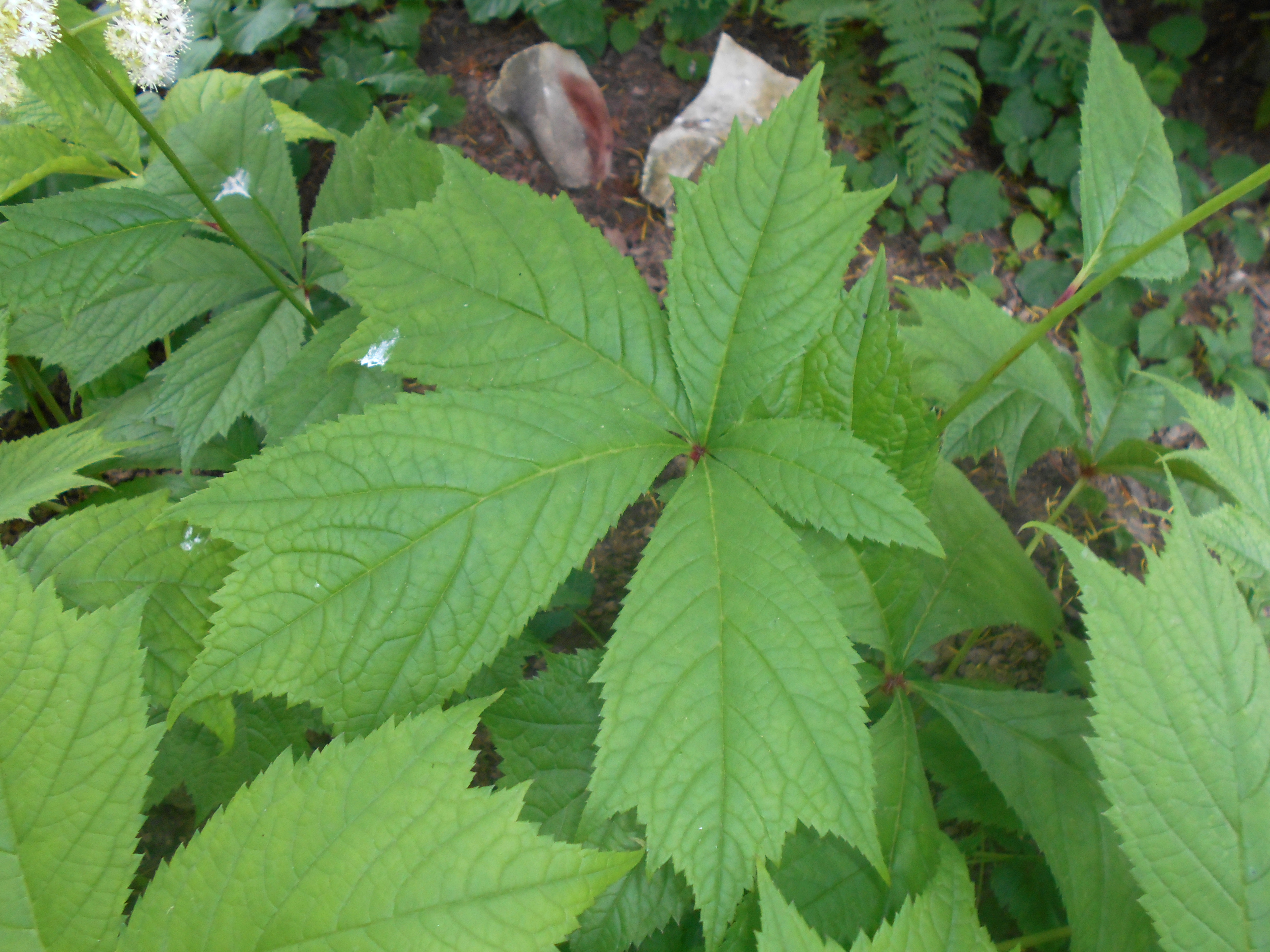
5出の葉。
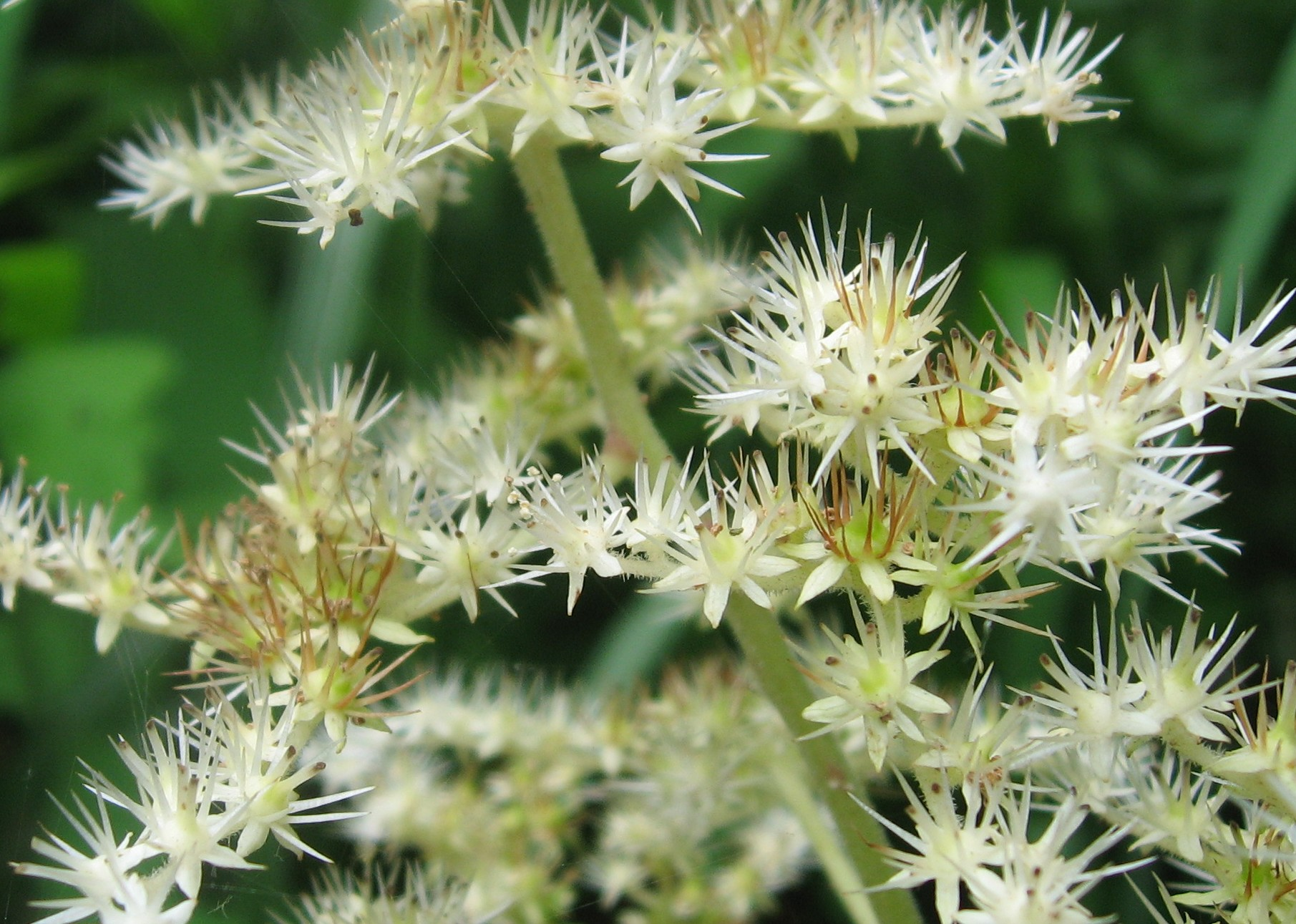
ヤグルマソウ アップ

## 分布と生育環境
北海道（渡島、網走）・本州・朝鮮半島に分布し、深山の谷沿いの林床など、湿り気のある場所に生育する。しばしば大きな群落をつくる。

## 栽培
園芸植物として栽培されていることがある。1887年刊行の英語による園芸関連の文献にも言及が見られる。

## 名称
和名ヤグルマソウの由来は、小葉の構成が、端午の節句の鯉のぼりにそえる「矢車」に似ることによる。
日本では以下のような方言名が見られる。
- イツツバ: 長野県木曾[4]
- エヘクー: 安芸国（広島県）[4]
- コノテ: 秋田県[4]
- ゴハ: 埼玉県秩父郡、長野県北佐久郡、美濃国（岐阜県）[4] - 漢字表記は「五葉」[5]。
- ゴハソー: 長野県北佐久郡[4]
- サルカサ: 秋田県[4]、長野県[5] - 漢字表記は「猿笠」[5]。
- ヌスビトノカサ: 山形県東置賜郡[4]
- ムコカサ: 秋田県[4]
- ムコノゴキ: 秋田県[4] - かつて田植えの日になるとヤグルマソウの葉の上に山盛りの飯を乗せ、新郎（婿）に食べさせるお祝いの儀礼が行われていたことからこの名がついた[6][注 1]。
- ムコノゴシ: 秋田県[4]
- ヤッコガサ: 山形県東田川郡[4]
- ヤブレガサ[注 2]: 山形県[4]

朝鮮語（韓国語）名は도깨비부채（ラテン文字転写: do-kkae-bi-bu-chae）で、文字通りには〈トッケビ扇〉を意味する。
英語では Rodger's bronze leaf と呼ぶ。